# Amazoonops caxiuana
Espèce
Amazoonops caxiuana est une espèce d'araignées aranéomorphes de la famille des Oonopidae.

## Distribution
Cette espèce est endémique du Pará au Brésil,. Elle se rencontre dans la forêt nationale de Caxiuanã.

## Étymologie
Son nom d'espèce lui a été donné en référence au lieu de sa découverte, la forêt nationale de Caxiuanã.

## Publication originale
- Ott, Ruiz, Brescovit & Bonaldo, 2017 : Amazoonops, a new genus of goblin spiders (Araneae: Oonopidae) from the Brazilian Amazon. Zootaxa, no 4236(2), p. 244-268.